# 플레이어 (2019년 텔레비전 프로그램)
《플레이어》는 tvN에서 방송되었던 텔레비전 프로그램이다.

## 방송 개요
롤플레잉 맛집의 명성은 계속된다! 진화된 롤플레잉 버라이어티.

## 방송 시간
| 방송 채널 | 방송 기간                         | 방송 시간            | 비고  |
| --------- | --------------------------------- | -------------------- | ----- |
| tvN, XtvN | 2019년 7월 14일 ~ 2019년 12월 8일 | 일요일 오후 6시 15분 | 시즌1 |
| tvN, XtvN | 2020년 2월 1일 ~ 2020년 3월 21일  | 토요일 오후 6시 10분 | 시즌2 |

## 출연자

### 멤버
| 멤버   | 캐릭터 소개         | 기간                                                               | 회차           |
| ------ | ------------------- | ------------------------------------------------------------------ | -------------- |
| 이수근 | 예능 리더           | 2019년 7월 14일 ~ 2019년 12월 8일 2020년 2월 1일 ~ 2020년 3월 21일 | 시즌 1, 시즌 2 |
| 김동현 | 웃음 싸움꾼!        | 2019년 7월 14일 ~ 2019년 12월 8일 2020년 2월 1일 ~ 2020년 3월 21일 | 시즌 1, 시즌 2 |
| 황제성 | 사랑둥이, 꽁신꽁왕! | 2019년 7월 14일 ~ 2019년 12월 8일 2020년 2월 1일 ~ 2020년 3월 21일 | 시즌 1, 시즌 2 |
| 이진호 | 플레이어의 뇌순남   | 2019년 7월 14일 ~ 2019년 12월 8일 2020년 2월 1일 ~ 2020년 3월 21일 | 시즌 1, 시즌 2 |
| 이용진 | 든든한(?) 허세남!   | 2019년 7월 14일 ~ 2019년 12월 8일 2020년 2월 1일 ~ 2020년 3월 21일 | 시즌 1, 시즌 2 |
| 이이경 | 공식 개배우(?)’     | 2019년 7월 14일 ~ 2019년 12월 8일 2020년 2월 1일 ~ 2020년 3월 21일 | 시즌 1, 시즌 2 |
| 정혁   | 저세상 텐션!        | 2019년 7월 14일 ~ 2019년 12월 8일 2020년 2월 1일 ~ 2020년 3월 21일 | 시즌 1, 시즌 2 |
| 황치열 | 뉴페! 대륙의 황태자 | 2020년 2월 1일 ~ 2020년 3월 21일                                   | 시즌 2         |

## 방영 목록

### 2019년 시즌 1
| 회차 | 방송일    | 에피소드                                                                                         | 출연 |
| ---- | --------- | ------------------------------------------------------------------------------------------------ | --- |
| 1회  | 7월 14일  | 《퇴마학교》 - 퇴마학 개론 - 퇴마의 실제와 응용 - 담력 훈련 #1                                   | 장동민, 이성종                                                                                          |
| 2회  | 7월 21일  | 《퇴마학교》 - 담력 훈련 #2 《PLAYER 101》 - 아이돌 특집                                         | 장동민, 서유리                                                                                          |
| 3회  | 7월 28일  | 《PLAYER 101》 - 레벨 테스트 - 금지어 기자회견 #1                                                | 장동민, 김수용, 김연우, 신동, 비와이 환희, 미키광수, 최성민                                             |
| 4회  | 8월 4일   | 《PLAYER 101》 - 금지어 기자회견 #2 - 김태우의 보컬 교실 - 에일리의 영어 교실 - 라디오 스케줄 #1 | 최성민, 김태우, 라울 (아카펠라 그룹), 에일리, 박소현                                                    |
| 5회  | 8월 11일  | 《문학동아리 MT》 - 문인촌에 가다 - 마미손맛 식당 《PLAYER 101》 - 라디오 스케줄 #2 말해줘 제발  | 장동민, 헨리, 조나단 토나, 임호, 이승윤 홍윤화, 송해나, 솔빈, 김소혜, 이원일, 박소현                    |
| 6회  | 8월 18일  | 《문학동아리 MT》 - 문학의 밤 - 끝장 토론 《예능 박물관》 - 아바타 소개팅 #1                     | 진중권, 헨리, 지상렬 황효진, 황유진, 양그린, 이유진                                                     |
| 7회  | 8월 25일  | 《예능 박물관》 - 아바타 소개팅 #2 - 작전명! 아빠의 도전 - 웃지마! 가족 오락관 #1                | 장동민, 서유리, 박초은, 박미선, 허참, 오영실 신지, 이수지, 오하영, 수빈                                 |
| 8회  | 9월 1일   | 《예능 박물관》 - 웃지마! 가족 오락관 #2 - 진짜 위험한 초대 《쇼 미 더 플레이》 - 무반주 예선    | 박미선, 허참, 오영실, 신지, 이수지, 오하영, 수빈 이성경, 박슬기, 김종민, 장동민, 팔로알토, 하선호, 라비 |
| 9회  | 9월 8일   | 《쇼 미 더 플레이》 - 무반주 랩 심사 - 디스 랩 배틀                                              | 김종민, 장동민, 팔로알토, 케이준 션, 조우찬, 양동근, 딘딘, 존박, 다이나믹 듀오                          |
| 10회 | 9월 22일  | 《쇼 미 더 플레이》 - 팔선생의 힙합학개론 - 최종 경연                                            | 김종민, 장동민, 팔로알토, 케이준, 션, 조우찬 양동근, 딘딘, 다이나믹 듀오, 은하, 유성은, 배기성          |
| 11회 | 9월 29일  | 《플레이 슈퍼모델》 - 사복 패션 평가 - 메이크 오버 런웨이 - 옷장을 부탁해                        | 장윤주, 황재근, 이현이, 송해나, 장동민                                                                  |
| 12회 | 10월 6일  | 《플레이 슈퍼모델》 - 도전 매력 만수르 - 개별 화보 미션                                          | 유병재, 장윤주, 이현이, 송해나, 장동민                                                                  |
| 13회 | 10월 13일 | 《지니어스》 - 웃지마! 브레인 서바이벌 - 덜 지니어스 #1                                          | KCM, 김지민, 박초롱, 라비, 박재정, 윤채경, 수빈 이상준, 김나희, 라붐, 박초은, 홍진호, 장동민, 남창희    |
| 14회 | 10월 20일 | 《지니어스》 - 뇌순시대, 문제적 플레이어 - 덜 지니어스 #2                                        | 신아영, 정시후, 세븐틴, 장동민, 홍진호, 남창희                                                          |
| 15회 | 10월 27일 | 《아저씨 육상 선수권대회》 - 특별한 이어 달리기 - 오르막길 챌린지                                | 천명훈, 문세윤, 장수원, KCM, 남창희, 홍진호 김용명, 하성운, 우지원, 윤여춘, 최성민, 승희                |
| 16회 | 11월 3일  | 《아저씨 육상 선수권대회》 - 웃지 마! 동거동락                                                   | 문세윤, 김희철, 김가연, 나르샤 신수지, 홍윤화, 효연, 예린                                               |
| 17회 | 11월 10일 | 《뽕짝 스타 K》 - 1차 예선 #1                                                                    | 유세윤, 뮤지, 설운도, 김혜연, 홍진영, 허경환, 그렉                                                      |
| 18회 | 11월 17일 | 《뽕짝 스타 K》 - 1차 예선 #2 - 갓데리의 트로트 교실 - 트로트 듀엣 가요제 #1                     | 유세윤, 뮤지, 설운도, 김혜연, 홍진영, 허경환, 그렉 박재정, 강예슬, 박구윤, 강주희, 강승희               |
| 19회 | 11월 24일 | 《뽕짝 스타 K》 - 트로트 듀엣 가요제 #2                                                          | 유세윤, 뮤지, 허경환, 강예슬, 박구윤, 강주희, 강승희 이아유미, 수란, 강균성, 전우성, 솔지, 왁스         |
| 20회 | 12월 1일  | 《무박 2일》 - 특별한 출근길 - 점심 복불복                                                       | - |
| 21회 | 12월 8일  | 《무박 2일》                                                                                     | 장동민                                                                                                  |

### 2020년 시즌 2
| 회차 | 방송일   | 에피소드                                                                                  | 출연 |
| ---- | -------- | ----------------------------------------------------------------------------------------- | --- |
| 1회  | 2월 1일  | 《랜덤 플레이》 - 시즌2 제작발표회 《보너스 플레이어》 - 한국인의 밥상머리                | 신아영, 장동민 |
| 2회  | 2월 8일  | 《아바타 플레이》 《힙합 플레이》 - 쇼미 더 플레이                                        | 장동민, 박초은, 현진영, 김성수, 김용명, 자이언트 핑크, 하성운 나플라, 루피, 치타, 마미손, 버벌진트, 수퍼비, 그루비룸                                                |
| 3회  | 2월 15일 | 《쇼미 더 플레이》 - 1차 예선 - 크루 대항전 #1                                            | 현진영, 김성수, 김용명, 자이언트 핑크, 하성운 나플라, 루피, 치타, 마미손, 버벌진트, 수퍼비, 그루비룸 하승진, 강예슬                                                 |
| 4회  | 2월 22일 | 《쇼미 더 플레이》 - 크루 대항전 #2 - 파이널 무대                                         | 김용명, 자이언트 핑크, 하성운, 나플라, 루피, 치타, 마미손 버벌진트, 수퍼비, 그루비룸, 서경석, 남상일, 장동민 육중완, 유성은, 오담률, 지젤, 별, 박봄, 구준엽, 손승연 |
| 5회  | 2월 29일 | 《우정라인 추리게임》 - 첫만남 & 자기소개 - 도시락 데이트 《쇼미 더 플레이》 - M/V 제작기 | 장동민, 박미선, 홍윤화, 이독실, 심소영, 신동 |
| 6회  | 3월 7일  | 《우정라인 추리게임》 - 커플 요가 - 우정 데이트 & 저녁 식사 - 최종 선택                   | 장동민, 박미선, 홍윤화, 이독실, 심소영, 양정원, 유아름 |
| 7회  | 3월 14일 | 《개인 방송 특집》 - 엄빠TV #1 - 개모임TV #1 - 중간 결과 발표                             | 장동민, 조성아, 이은경, 강동혜, 최현우 |
| 8회  | 3월 21일 | 《개인 방송 특집》 - 엄빠TV #2 - 개모임TV #2 - 최종 결과 발표                             | 장동민, 허성태, 허영지, 최성민, 조충현 강수진, 오현희, 김지혜, 김요한, 허선행, 박정우                                                                               |

## 시청률

### 2019년 시즌 1
| 회차 | 방송일    | AGB 시청률     |
| 회차 | 방송일    | 대한민국(전국) |
| ---- | --------- | -------------- |
| 1    | 7월 14일  | 1.2%           |
| 2    | 7월 21일  | 1.0%           |
| 3    | 7월 28일  | 1.1%           |
| 4    | 8월 4일   | 1.3%           |
| 5    | 8월 11일  | 1.3%           |
| 6    | 8월 18일  | 1.2%           |
| 7    | 8월 25일  | 1.4%           |
| 8    | 9월 1일   | 1.7%           |
| 9    | 9월 8일   | 1.4%           |
| 10   | 9월 22일  | 0.9%           |
| 11   | 9월 29일  | 1.0%           |
| 12   | 10월 6일  | 1.2%           |
| 13   | 10월 13일 | 1.5%           |
| 14   | 10월 20일 | 1.1%           |
| 15   | 10월 27일 | 1.4%           |
| 16   | 11월 3일  | 1.3%           |
| 17   | 11월 10일 | 1.4%           |
| 18   | 11월 17일 | 1.6%           |
| 19   | 11월 24일 | 1.5%           |
| 20   | 12월 1일  | 1.2%           |
| 21   | 12월 8일  | 0.7%           |

### 2020년 시즌 2
| 회차 | 방송일   | AGB 시청률     |
| 회차 | 방송일   | 대한민국(전국) |
| ---- | -------- | -------------- |
| 1    | 2월 1일  | 1.3%           |
| 2    | 2월 8일  | 1.0%           |
| 3    | 2월 15일 | 0.8%           |
| 4    | 2월 22일 | 0.7%           |
| 5    | 2월 29일 | 1.0%           |
| 6    | 3월 7일  | 0.9%           |
| 7    | 3월 14일 | 1.2%           |
| 8    | 3월 21일 | 0.8%           |

## 편성 변경
- 2019년 9월 15일 : 추석 특집 프로그램 《V-1》 편성으로 결방 되었다.